# 山寺 後藤美術館
山寺 後藤美術館（やまでらごとうびじゅつかん）は、山形県山形市にあった美術館。

## 概要
山形県河北町出身の実業家・後藤季次郎が、長年にわたり収集したヨーロッパ絵画（特にフランス）のコレクションを中心として展示された美術館。山寺地区に建設され、1994年に開館した。
新型コロナウイルス感染症の影響を受け2021年5月1日から休館し、再開されることなく同年10月31日をもって閉館した。

## 開館時間
- 5月1日 - 9月30日
  - 午前9時30分 - 午後5時30分（入館は午後5時まで）
- 10月1日 - 4月30日
  - 午前9時30分 - 午後5時（入館は午後4時30分まで）

## 入館料
- 大人（高校生以上）：800円（20名以上：団体料金600円）
- 小人（中学生以下）：無料

## 休館日
- 月曜日(祝日・休日と重なる場合はその翌日)

## アクセス
- 鉄道
  - JR山寺駅より徒歩約5分
- 車
  - 山形自動車道・山形北インターチェンジより約20分
- 飛行機
  - 山形空港より車・タクシーで約20分
- バス
  - 山形駅、山交ビル－山寺芭蕉記念館前（所要時間：約40分）